# Polizeiruf 110: Der Wahrheit verpflichtet
Der Wahrheit verpflichtet ist ein deutscher Kriminalfilm von Hans-Joachim Kasprzik aus dem Jahr 1989. Der Fernsehfilm erschien als 132. Folge der Filmreihe Polizeiruf 110.

## Handlung
Bei Aushubarbeiten im Achterwasser an der Ostsee wird ein menschliches Skelett entdeckt. Oma Kramer weiß sofort, dass die Knochen die Überreste ihres vor 15 Jahren verschwundenen Sohnes Max sind. Er wurde ihrer Meinung nach von dessen Ehefrau Lucie ermordet. Die Ermittlungen vor 15 Jahren brachten jedoch keine Hinweise, zumal die Leiche fehlte. Nun wird der Fall Hauptmann Günter Beck und der jungen Leutnant Ikser übertragen. Beide waren an den damaligen Ermittlungen nicht beteiligt und sollen den Fall daher unbefangen untersuchen.
Die damaligen Fakten sind schnell festgestellt. Lucie und Max waren Trinker, die Fürsorge schaute oft bei der Familie vorbei, doch kümmerte sich Lucie um ihren achtjährigen Sohn und die vierjährige Tochter. Der Mann war gewalttätig, schlug Frau und Kinder und konnte am Ende seinen Beruf als Fernfahrer nicht mehr ausüben. Eine enge Bindung bestand zwischen Mutter und Sohn. Lucie galt im Dorf als leicht zu haben, zahlreiche Affären wurden ihr nachgesagt. Kurz vor dem Verschwinden von Max gab es einen Streit mit Lucie, Max kam für mehrere Tage bei der Mutter unter und wurde schließlich zuletzt von seinem Saufkumpan Pieske in der Kreisstadt gesehen.
Bei den Ermittlungen treffen Beck und Ikser eine vollkommen veränderte Lucie vor. Sie führt ein solides Leben, hat einen verantwortungsvollen Beruf im Fischereibetrieb, verdient gut und wohnt in einem liebevoll ausgebauten Haus. Sie lebt seit längerer Zeit in einer Beziehung zu Kurt Schüßler. Dem Alkohol hat sie schon lange abgeschworen. Vor allem Tochter Ilka reagiert aggressiv, als die Ermittler Lucie befragen. Die neuen Ermittlungen bringen das neu aufgebaute Leben in Gefahr, auch wenn sich die Familie an den nie versiegenden Dorfklatsch gewöhnt hat. Aggressiv reagiert auch Oma Kramer, die ihre Schwiegertochter lieber heute als morgen im Gefängnis sehen will. Nur ihr Mann stellt sich, wie schon vor 15 Jahren, rigoros vor seine Schwiegertochter. Er hatte schon damals erkannt, dass sein Sohn zu einem gewalttätigen Säufer verkommen war.
Die Befragungen ergeben kaum Neues. Die immer noch alkoholabhängige Familie Pieske sagt aus, dass Max kurz vor seinem Verschwinden im Lotto gewonnen hatte und mit 6.000 Mark in der Tasche zu ihnen kam. Das Geld wäre ein Mordmotiv. Ikser erfährt von Lucie, dass sie gerade mit Kurt Schüßler schlief, als Max damals zufällig nach Hause gekommen sei. Dies war der Auslöser für den letzten Streit, bevor Max zu seinen Eltern gegangen sei. Es erscheint nun auch möglich, dass Kurt Schüßler mit Lucie die Tat beging.
Aus dem Achterwasser wird ein Schleifstein geborgen. Er diente möglicherweise zur Beschwerung der Leiche. Lucies Sohn Jens erkennt, dass dieser Schleifstein einst der Familie gehörte. Auch Günter Beck sieht den Stein auf einem alten Foto vom Hof. Schon eine Weile hat er sich Gedanken gemacht, wem eine Aufklärung des Falls noch nützen würde. Er beginnt, Lucie zu decken. Als er in einem Verhör deutlich macht, dass er nicht glaubt, dass sie ihren Mann wegen 6.000 Mark ermordet haben kann, bricht Lucie in Tränen aus. Sie will ein Geständnis ablegen, doch unterbricht Günter Beck sie und lässt sich stattdessen ein Foto geben, das das glückliche Ehepaar Lucie und Max zeigt. Ikser wird von ihm unterdessen zur Ermittlung nicht relevanter Fakten für den Fall abgestellt. Ihren Zwischenbericht liest er nicht und vertröstet sie mehrfach. Erst, als sie sich bei ihrem Vorgesetzten über Günter Becks Verhalten beschwert, stellt er sich seinen Bedenken. Er erwägt, den Fall wegen Befangenheit abzugeben und gesteht Ikser schließlich, Lucie gedeckt zu haben. Nun hat er erkannt, dass eine Lösung auch für den Täter eine Erleichterung sein kann. Wenn Lucie zudem in Notwehr gehandelt hätte, wäre die Strafe verjährt.
Auf Nachfrage gibt Lucie ihrem Sohn gegenüber zu, damals den Vater erschlagen zu haben. Kurz darauf treffen die Ermittler ein und Lucie erzählt den Tathergang. Nach dem Saufgelage bei seinen Freunden sei Max zurück zu Lucie gekommen. Er hatte ein Schriftstück bei sich, in dem Lucie zugeben sollte, dass die Kinder nicht von Max seien. Zudem sollte sie dem Schriftstück gemäß die Kinder in ein Heim geben. Lucie weigerte sich, zu unterschreiben, und Max schlug sie heftig auf die Tischplatte, sodass ihre Nase blutete. Er versuchte, sie in einem Wassereimer zu ertränken und Lucie erschlug ihn in Notwehr mit einem Beil. Anschließend versenkte sie die Leiche im Achterwasser. Das Schriftstück lag auf dem Tisch, fehlte jedoch, als sie in die Wohnung zurückkehrte. Es wäre ein Beweis für Lucies Ausführungen. Mit einem Verdacht begeben sich die Ermittler zu Opa Kramer, der gesteht, Max damals nachgegangen zu sein. Er hatte vorher beobachtet, wie Oma Kramer Max den Text diktierte. Als Opa Kramer zu Lucies Haus kam, brannte zwar Licht, Lucie selbst war jedoch auf dem Wasser. Er fand das Schriftstück und nahm es an sich. Nun übergibt er es den Ermittlern: Er hat es 15 Jahre lang sicher verwahrt. Blutflecken auf dem Papier sind der letzte Beweis für Lucies Bericht.

## Produktion
Der Wahrheit verpflichtet (Arbeitstitel: Cui bono) wurde vom 24. Januar bis 10. April 1989 in Rostock und Umgebung, auf der Insel Hiddensee sowie auf dem Darß/Fischland und in Barth gedreht. Die Kostüme des Films schufen Ruth Kiecker und Hans Linke, die Filmbauten stammen von Georg Kranz. Der Film erlebte am 1. Oktober 1989 im 1. Programm des Fernsehens der DDR seine Premiere. Die Zuschauerbeteiligung lag bei 39,9 Prozent.
Es war die 132. Folge der Filmreihe Polizeiruf 110. Hauptmann Günter Beck ermittelte in seinem zweiten Fall, Major Jäger als sein Vorgesetzter ist ebenfalls in seinem zweiten Fall aktiv.